# Cá bạch điều
Cá bạch điều hay còn gọi là cá dấm trắng (Danh pháp khoa học: Gymnocranius griseus) là một loài cá biển trong họ Cá hè (Lethrinidae) phân bố ở vùng Ấn Độ Dương cho đến Thái Bình Dương ở các vùng biển phía Nam và Đông châu Phi, các vùng biển thuộc Châu Đại dương, Indonesia, Philippines, Nhật Bản, Trung Quốc, Việt Nam ở vịnh Bắc Bộ, biển miền Trung và Nam Bộ.
Tên thường gọi tiếng Anh là Gray large bream, Gray large-eye bream, White snapper. Tên gọi thị trường Úc: Naked-headed sea bream. Tên gọi tiếng Nhật: Nakedhead large-eye bream, Meichi-dai. Tên gọi tiếng Tây Ban Nha: Emperador gris. Tên gọi tiếng Hàn Quốc: Kka-ch'i-dom.

## Đặc điểm
Thân hình bầu dục dài và dẹt 2 bên có vảy lược tương đối lớn, đường bên hoàn chỉnh. Phần trước của đầu không có vảy bẹ, vây đuôi chia thùy nông, vảy trên đỉnh đầu bắt đầu từ ngay sau mắt. Xương nắp mang trước có 4 - 6 hàng vảy, miệng lớn vừa phải, môi dày. Răng phía trước 2 hàng nhỏ và cong. Vây lưng liên tục không có khía lõm. Vây lưng và vây hậu môn đều không có vây bẹ. Vây đuôi chia ngắn, gốc vây có vảy. Vây ngực nhọn, 2 vây bụng gần nhau, khởi điểm ở sau gốc vây ngực. Thân cá màu xám, phần lưng đậm hơn, phần nhiều bụng nhạt hơn Kích cỡ khai thác 135 – 340 mm.